# Vieux-Waleffe
Pour les articles homonymes, voir Waleffe.
Vieux-Waleffe (en wallon Vî-Walefe) est un village de Hesbaye à quelques kilomètres au sud de la ville de Waremme, en province de Liège (Belgique). Il fait aujourd'hui administrativement partie de la commune de Villers-le-Bouillet située en Région wallonne de Belgique. C'était une commune à part entière avant la fusion des communes de 1977.

## Démographie
- Sources:INS, Rem:1831 jusqu'en 1970=recensements, 1976= nombre d'habitants au 31 décembre

## Histoire
Vieux-Waleffe connut une occupation de son site dès le Néolithique,. Le village est un ancien centre paroissial puisque deux autres villages en sont issus, Waleffe-Saint-Pierre et Waleffe-Saint-Georges, tous deux réunis sous le nom de Les Waleffes (commune de Faimes).
Le nom Waleffe est un hydronyme qui renvoie à la vallée formée par le ruisseau qui se jette dans la Mehaigne. Ce ruisseau prend sa source près du château.
Le village est cité pour la première fois en 1050. Il correspond à un type d'habitat aggloméré créé à partir d'un centre seigneurial et d'une église. Cette dernière était d'ailleurs à l'origine une chapelle castrale et était dédiée à saint Lambert. Elle appartint un peu plus tard aux moniales du Val-Notre-Dame d'Antheit.
La seigneurie était un alleu c'est-à-dire une terre libre qui ne relevait que de son seigneur, seul maître après Dieu.
À l'époque moderne, Vieux-Waleffe eut les mêmes seigneurs qu'à Fallais : les de Bourgogne. Au XVIIe siècle, la seigneurie fut revendue aux de Marchin puis passa à la famille de Stockhem et enfin aux de Menten de Horne.
Le village a toujours vécu de l'agriculture. On y cultive des céréales, des betteraves sucrières et des pommes de terre. On y trouve aussi de nombreux arbres fruitiers. La reinette de (Vieux-)Waleffe était une variété de pommier haute tige renommée.

## Patrimoine et culture

### Patrimoine architectural
- Château-ferme de Vieux Waleffe.
- Église Saint-Lambert (1882).
- Chapelle Notre-Dame du Bon Secours (1759).
- Ferme de la Xhavée (XVIIIe siècle).
- Ferme Saint-Louis (XVIIe, XVIIIe et XIXe siècles).
- La motte féodale de Vieux-Waleffe.

## Personnalités liées
- Henry de Menten de Horne, cavalier belge (né à Vieux-Waleffe en 1896, mort à Bruxelles en 1988).